# Pilar (priimek)
Pilar je priimek v Sloveniji in tujini. Po podatkih Statističnega urada Republike Slovenije je na dan 1. januarja 2010 v Slovenjiji uporabljalo ta priimek 28 oseb.  

## Znani  nosilci priimka
- Gašper Pilar (*1984), slovenski kolesar
- Gjuro Pilar (1846—1893), hrvaški geolog
- Ivo Pilar (1874—1933), hrvaški pravnik